# Zuid-Kivu
Zuid-Kivu (Frans: Sud-Kivu) is sinds 1988 een provincie in het oosten van de Democratische Republiek Congo en onderdeel van de historisch-geografische regio Kivu. De hoofdstad is Bukavu en de provincie had in december 2005 een geschat aantal van 5.050.348 inwoners.

## Geografie en economie
In het noordoosten van de provincie ligt het Kivumeer en in het zuidoosten het Tanganyikameer, en het oosten grenst het aan de landen Rwanda en Burundi. Zuid-Kivu grenst verder aan de Congolese provincies Noord-Kivu in het noorden, Maniema in het westen en zuidwesten, en Katanga in het uiterste zuiden.
De provincie is onderverdeeld in de hoofdstad en vijf territoria; Fizi, Kalehe, Mwenga, Shabunda en Uvira.
De provincie kent net als Noord-Kivu een grote rijkdom aan mineralen en grondstoffen, zoals goud, koper, kobalt en coltan. In de provincie bevinden zich legale goudmijnen. Tijdens het geweld in Oost-Congo verdween echter vaak goud op een illegale manier naar het buitenland.

## Geschiedenis
De oude provincie Kivu was opgedeeld in drie districten: Noord-Kivu, Zuid-Kivu en Maniema, welke in 1988 drie nieuwe provincies zijn geworden. Deze provincies vallen buiten de bestuurlijke herindeling die in de constitutie van 2005 is voorzien.
De provincie had en heeft nog steeds veel te lijden onder de gewelddadigheden tijdens de Tweede Congo-oorlog (1998-2003) en het Kivuconflict (2004-heden). Tevens bevinden zich er grote aantallen binnenlandse vluchtelingen en vluchtelingen uit buurland Rwanda. Die laatste vooral ten gevolge van de Rwandese Genocide en de nasleep daarvan. In de provincie is er ook sprake van een zeer groot aantal verkrachtingen door militairen en rebellen, meer dan in omliggende conflictgebieden.